# 北海道道811号勇知上勇知線
北海道道811号勇知上勇知線（ほっかいどうどう811ごうゆうちかみゆうちせん）は、北海道稚内市内を結ぶ一般道道（北海道道）である。

## 概要

### 路線データ
- 起点：北海道稚内市大字抜海村字浜勇知（北海道道106号稚内天塩線交点）
- 終点：北海道稚内市大字抜海村字上勇知（北海道道510号抜海兜沼停車場線交点）
- 総延長：7.443 km
- 実延長：7.421 km
- 重用延長：0.022 km

### 道路管理者
- 宗谷総合振興局 稚内建設管理部 事業課

## 歴史
- 1973年（昭和48年）3月31日 - 路線認定[1]。

## 路線状況

### 道路施設

#### 常設型ゲート
- ゲート（稚内市大字抜海村字浜勇知〔起点〕）

## 地理

### 通過する自治体
- 宗谷総合振興局
  - 稚内市

### 交差する道路
稚内市
- 北海道道106号稚内天塩線 - 大字抜海村字浜勇知（起点）
- 北海道道510号抜海兜沼停車場線 - 大字抜海村字上勇知（終点）